# Megacyllene angulata
Megacyllene angulata là một loài bọ cánh cứng trong họ Cerambycidae.